# Vili Bertok
Vili Bertok, slovenski bas kitarist in tekstopisec, * 4. november 1954, Koper. 
Glasbeno kariero je začel pri skupini Prizma. Na povabilo Marka Breclja se je priključil skupini Buldožer. Bil je tudi soustanovitelj zasedbe Don Juan, v kateri so bili tudi Branko Jovanović Vunjak – Brendi (vokali, kitara), Vojko Sfiligoj (klaviature) ter Damir Jurak (bobni). 
Vili Bertok si je v slovenskem prostoru tudi ustvaril ime kot tekstopisec; med bolj znana besedila lahko štejemo "Da spočijem se na tvoji rami" v izvedbi skupine Slapovi, "Naj tvoja volja se zgodi" v izvedbi skupine Don Juan ter "Števerjanski zvonovi" in "Srce se prepušča samoti" v izvedbi skupine Bobri (nagrada za najboljšo skladbo po izboru radijskih postaj na festivalu Vurberk 1998).
Med novejšimi uspehi lahko omenimo festival "Slovenska polka in valček 2012" z ansamblom Biseri, kjer prejel glavno nagrado za besedilo "Fejst bukova generacija". Na Večeru slovenskih viž leta 2006 je dobil nagrado za melodijo za skladbo "Lübjez'n je b'la, ku druziga ni bluo", leta 2007 pa je za besedilo "Buo treba jet", oboje z Ansamblom Modri val. Znano njegovo besedilo je Narcisek od ansambla Narcis.